# Gueorgui Kulikov
Georgi Kulikov (Riga, Letonia, Unión Soviética, 11 de junio de 1947) es un nadador soviético retirado especializado en pruebas de estilo libre, donde consiguió ser subcampeón olímpico en 1968 en los 4 x 100 metros estilo libre.

## Carrera deportiva
En los Juegos Olímpicos de México 1968 ganó la medalla de plata en los relevos de 4x200 metros estilo libre, con un tiempo 3:34.2 segundos, tras Estados Unidos y por delante de Australia (bronce); sus compañeros de equipo fueron los nadadores: Viktor Mazanov, Semyon Belits-Geiman y Leonid Ilyichov.